# 蕭德藻
萧德藻（？—？），字东夫，自号千岩老人，福州闽清人，南宋诗人。

## 生平
生卒年不详。绍兴二十一年（1151年）进士。淳熙四年（1177年），为龙川县丞。歷官湖州乌程縣令，历知峡州。姜夔是蕭德藻的侄女婿，通过萧的介紹，姜夔得以拜访杨万里和范成大。
工於詩，杨万里以他与尤袤、范成大、陆游为“四诗翁”，钱锺书說他“用字造句都要生硬新奇”，蕭氏自稱：“诗不读书不可为，然以书为诗不可也”。他寫有一篇“吴五百”的寓言，是極有影響力的笑话。紹熙二年（1191年）贫病交加，仍苦吟不辍。晚年曾擔任福建安撫司參議的閒職，卒年不詳。有《千巖摘稿》七卷及《續編》三卷、《外編》四卷，但流傳不廣，皆散佚。清代光聪谐的“有不为斋随笔”卷丁有收集其佚詩。